# تسرکویتسه
تسرکویتسه (به لاتین: Crkvice) یک منطقهٔ مسکونی در مونته‌نگرو است که در شهرداری کوتور واقع شده‌است. تسرکویتسه ۱٬۰۹۲ متر بالاتر از سطح دریا واقع شده‌است.